# Marché de capacité
Un marché de capacité est un marché sur lequel s'échangent des capacités, notamment de production électrique. 
Un tel marché donne une valeur à la capacité en tant que telle, c'est-à-dire un signal-prix permettant de déterminer si un investissement peut être rentable ou pas. Ils permettent ainsi d'apporter une rémunération complémentaire à celle provenant des marchés de l'énergie qui rémunèrent l'électricité produite. 
Un marché de capacité peut également donner une valeur à la capacité d'« effacement de consommation électrique », c'est-à-dire à un engagement de consommer moins d'électricité au moment où la demande d'électricité est la plus élevée. L'engagement peut être pris par un fournisseur d'électricité qui obtient de certains de ses clients un contrat prévoyant qu'ils consommeront l'électricité plutôt en période creuse.
Il serait envisageable d'intégrer des capacités de transport, d'interconnexion, de stockage à un marché de capacité. 
L'objectif de la mise en place d'un marché de capacité est de faciliter l'adaptation entre les capacités de production d'électricité d'une zone géographique (région, pays...) et les besoins de cette région en électricité lorsque la demande est au plus haut (« pointe électrique »).

## Situation en Europe
En 2018, la Commission européenne propose dans son nouveau « paquet énergie propre » de renforcer les obligations que doivent respecter les États membres pour mettre en place des mécanismes de capacité, afin de s’assurer qu'ils n’entravent pas la concurrence sur le marché de l’électricité européen. Les États membres ont adopté des approches diverses : la France, l’Italie, l’Irlande, la Pologne et le Royaume-Uni ont choisi l’option d’un marché de capacité ; en France par exemple, les fournisseurs doivent, pour opérer sur le marché de l’électricité, disposer de certificats de capacité, en quantité nécessaire pour couvrir la consommation de leurs clients augmentée d’une marge de sécurité, certificats vendus par les producteurs d’électricité et les opérateurs d’effacement, qui les ont eux-mêmes fait certifier par le gestionnaire du réseau électrique français RTE. En Grèce, Espagne et au Portugal, les producteurs d’électricité reçoivent un paiement de capacité. Enfin, l’Allemagne, certains pays nordiques ou encore la Belgique ont opté pour les réserves stratégiques : le gestionnaire de réseau passe un contrat avec des centrales qui sont hors du marché afin qu’elles restent à disposition en cas de pénurie. Le projet de la Commission  prévoit aussi l’interdiction pour les centrales émettant plus de 550 grammes de CO2 par kWh de participer aux mécanismes de capacité.

## Marchés de capacité existants ou en projet

### Aux États-Unis
Des marchés de capacité ont été mis en place dans plusieurs régions aux États-Unis :
- nord-est des États-Unis (opérateur ISO New England) ;
- région de New York (opérateur New York ISO) ;
- est des États-Unis (opérateur PJM).

### En Russie
Un marché de capacité existe en Russie depuis juin 2008, basé sur le principe de la "Competitive Capacity Selection". Afin de favoriser les investissements dans le parc de production, des mécanismes ad-hoc garantissent la rémunération avantageuse de la capacité ajoutée par de nouvelles centrales.
Le prix de la capacité est d'environ 3 000 €/MW/mois.

### En France
En France, la loi NOME a prévu la mise en place d'un marché de capacité, dont la création avait été recommandée par un rapport remis au gouvernement en avril 2010 sur la « pointe électrique ».
Ce marché de capacité doit permettre d'échanger des garanties de capacité d'effacement ou de production. 
Ses modalités de mise en place ont été définies par le gouvernement sur proposition de RTE, gestionnaire du réseau de transport d'électricité. Deux conceptions s'opposaient sur la configuration du mécanisme :
- Dans un rapport d'octobre 2011 [4], RTE promouvait un mécanisme totalement décentralisé[5].
- Mais des fournisseurs d'électricité et des économistes plaidaient pour un mécanisme « bouclé », où quand le gestionnaire du système électrique détecte des déséquilibres prévisibles entre offre et demande, comble l'écart en achetant lui-même les capacités nécessaires pour les revendre ensuite à ceux qui en manqueront[6].

Un décret du 19 décembre 2012, dit que les fournisseurs d’électricité devront justifier, dès 2015, pouvoir satisfaire la consommation de leurs clients lors des pointes de consommation. Ils devront présenter à cet effet des « garanties de capacité » qu'ils peuvent obtenir de 3 manières :
- à partir de leurs propres capacités de production d'électricité ;
- en développant l'effacement de consommation ;
- en acquérant ces garanties de capacité auprès de producteurs d'électricité ou d'opérateurs d'effacement.

Les centrales électriques (au charbon y compris) trouvent ici une nouvelle valorisation : outre la vente de l'électricité, elles seront rémunérées pour leur simple disponibilité lors des pointes de consommation. Le mécanisme doit également améliorer la valorisation des effacements, pour réduire le besoin de créer de nouvelles centrales électriques de pointe, souvent très émettrices de gaz à effet de serre.
Le mécanisme est « centralisé » au niveau de RTE, avec toutefois un dispositif de « bouclage » : un décret (14 décembre 2012) crée un « dispositif de sécurisation » où l'État, s'il constate que le mécanisme de capacité ne permet pas d'éliminer tout risque de déséquilibre entre l'offre et la demande, peut lancer des appels d'offres pour la réalisation de nouvelles capacités.
Les acteurs concernés par le mécanisme de capacité (fournisseurs, producteurs, agrégateurs d'effacement) pourront échanger des garanties de capacité via des enchères, qui devraient être organisées début 2016 par Epex Spot. Le 15 décembre 2016 a lieu la première enchère de garanties de capacités, organisée par EPEX Spot : 22,6 GW ont été échangés à un prix de 10 000 €/MW.
Ce marché de capacité n'a pas fait l'unanimité. Ainsi, l'Autorité de la concurrence, dans un avis du 19 avril 2012, s'est dite « réservée quant à la mise en place d’un mécanisme de capacité, car ce dispositif va accroître la complexité du cadre réglementaire applicable et constituer une source de coûts supplémentaires pour les fournisseurs alternatifs et pour les consommateurs, sans pour autant que sa nécessité pour assurer un bon fonctionnement des marchés de l’électricité soit démontrée ». Mais la Commission de régulation de l'énergie a rendu un avis défavorable à la création du dispositif de bouclage.
Depuis le 1er avril 2015, tout producteur d’électricité en France doit faire certifier ses capacités de production. Ils peuvent ensuite vendre leurs certificats (de gré à gré ou sur un marché) aux fournisseurs d'électricité. Et ces derniers doivent démontrer leur capacité à servir leurs clients même en cas d’hiver très froid. Ce marché de capacités dégage une rémunération supplémentaire pour des actifs pour lesquels la seule vente d’énergie ne garantit pas la rentabilité. 
RTE visait une première application de ce dispositif « anti-coupure » au 1er janvier 2017, estimant que le coût moyen du nouveau dispositif serait de 75 à 80 centimes d’euro par mois sur la facture d’un particulier, soit environ 10 euros par an. Pour un consommateur professionnel, le surcoût est estimé à 2 €  /MWh, soit environ 2% de la facture. 
La France a notifié son dispositif à la Commission européenne qui s’inquiète du développement de dispositifs hétérogènes en Europe : réserves stratégiques, appels d’offres, enchères inversées. Le 13 novembre 2015, la Commission européenne a ouvert une enquête sur la conformité avec le droit européen de la concurrence des projets français en matière de capacités de production d'électricité ; craignant « que le mécanisme de capacité envisagé par la France puisse, sous sa forme actuelle, favoriser certaines entreprises par rapport à leurs concurrents et empêcher l'arrivée de nouveaux acteurs sur le marché ». La commissaire européen à la concurrence Margrethe Vestager avait déjà ouvert (en avril 2015) une enquête sectorielle sur les multiples dispositifs en construction dans plusieurs pays européens pour rémunérer la garantie de puissance. 
Mi-2019, la France a lancé quatre appels d'offres long terme (jusque 2030 pour le 4ème) pour de nouvelles capacités de production et d'effacement (AOLT), se mettant en conformité avec la décision de la Commission du 8 novembre 2016 (avec une rémunération garantie pour sept ans).

### Au Royaume-Uni
Le gouvernement britannique projette la création d'un marché de capacité afin d'assurer, contre rémunération, le maintien en réserve tournante de centrales capables de répondre à des pics de demande ; les aides pourraient aller jusqu'à 800 M£ (environ 1 Md €) ; à partir de décembre 2014, les producteurs d'électricité pourront concourir pour participer à ce marché, qui serait lancé pour l'hiver 2018 ; ce sont surtout les centrales au gaz qui sont visées, mais le ministère britannique de l'énergie a admis que le projet pourrait concerner l'énergie nucléaire, relativement moins chère à produire. Ce projet de réforme suscite une controverse sur sa faisabilité, son coût potentiel et le risque de blocage par Bruxelles.